# Последняя победа
«Последняя победа» (иер. трад. 最後勝利, кант.-рус.: Цзуй хоу шэн ли, англ. Final Victory) — гонконгская криминальная драма 1986 года, режиссёр Патрик Тхам. Главные роли в фильме исполнили Эрик Цан, Лолетта Ли, Цуй Харк и Маргарет Ли.
Картина получила 10 номинаций на 7-й Гонконгской кинопремии. Чун Квок-Кюн завоевал главный приз в номинации «Лучший монтаж».

## Сюжет
Мелкий босс одной из гонконгских триад Бо (Цуй Харк) попадает в тюрьму. Своему брату Хуну (Эрик Цан) он поручает приглядывать за двумя своими жёнами и не сводить их вместе (Лолетта Ли и Маргарет Ли), так как они не подозревают о существовании друг друга. Хун не только знакомит их, но ещё и умудряется влюбиться в Мими, а та отвечает ему взаимностью.

## В ролях
- Эрик Цан — Хун
- Лолетта Ли — Мими
- Цуй Харк — Бо
- Маргарет Ли — Пинг
- Кам Лью — друг Бо в караоке-баре
- Деннис Чан — Менеджера "Маджонг ден"
- Мишель Сзе-ма — подруга Хуна
- Патрик Гэмбл — Филиппинец, любовник подруги Хуна
- Джонни Ку — Мужчин, который смотрит порнофильмы в Японии
- Вонг Хунг — Лоаншарк Чой

## Награды и номинации
| Награды                    | Награды                           | Награды                                          | Награды   |
| Кинопремия                 | Категория                         | Лауреат / претендент                             | Результат |
| -------------------------- | --------------------------------- | ------------------------------------------------ | --------- |
| 7-я Гонконгская кинопремия | Лучшая режиссёрская работа        | Патрик Тхам                                      | Номинация |
| 7-я Гонконгская кинопремия | Лучший сценарий                   | Вонг Карвай                                      | Номинация |
| 7-я Гонконгская кинопремия | Лучшая мужская роль               | Эрик Цан                                         | Номинация |
| 7-я Гонконгская кинопремия | Лучшая женская роль               | Лолетта Ли                                       | Номинация |
| 7-я Гонконгская кинопремия | Лучшая женская роль               | Маргарет Ли                                      | Номинация |
| 7-я Гонконгская кинопремия | Лучшая мужская роль второго плана | Цуй Харк                                         | Номинация |
| 7-я Гонконгская кинопремия | Лучшая операторская работа        | Эрди Лам                                         | Номинация |
| 7-я Гонконгская кинопремия | Лучший монтаж                     | Чун Квок-Кюн                                     | Победа    |
| 7-я Гонконгская кинопремия | Лучшая работа художника           | Патрик Там                                       | Номинация |
| 7-я Гонконгская кинопремия | Лучшая музыка                     | Тан Сиу-Лам, Дэнни Чан, Дэнни Чунг и Крис Бабида | Номинация |